# Hukos
Hukos, właśc. Bartłomiej Huk (ur. 27 marca 1984 w Białymstoku) – polski raper.  Działalność artystyczną rozpoczął na początku pierwszej dekady XXI. w. Początkowo związał się ze składem Panorama Paru Faktów wraz, z którym zarejestrował nielegal zatytułowany Rozgrzewka. W latach późniejszych podjął także solową działalność artystyczną oraz dołączył do kolektywu Fama Familia, którego jedyne wydawnictwo pt. B.S.T.O.K. ukazało się w 2010 roku. Do 2015 roku Hukos nagrał trzy albumy solowe: Ostrze moich oskarżeń (2007), Knajpa upadłych morderców (2012) oraz Wielkie wojny małych ludzi (2015).
Pomimo uczestnictwa w krajowej scenie hip-hopowej, raper nie odniósł sukcesu komercyjnego. Jednakże w 2007 roku Hukos spotkał się z zainteresowaniem mediów głównego nurtu za sprawą piosenki „Panie prezydencie”, która znalazła się na jego debiutanckim albumie solowym pt. Ostrze moich oskarżeń. Kompozycja, w której, jakoby raper miał planować zabójstwo ówczesnego Prezydenta RP, Lecha Kaczyńskiego przyczyniła się do wieloletniego konfliktu z przewodniczącym Ogólnopolskiego Komitetu Obrony przed Sektami Ryszardem Nowakiem. Do 2013 roku, według samego Hukosa – Nowak, po oddalonym zawiadomieniu o przestępstwie, złożonym w Prokuraturze w Białymstoku działa na jego szkodę, dwukrotnie uniemożliwiając muzykowi występy sceniczne.

## Życiorys
W 2003 roku razem z zespołem Panorama Paru Faktów wydał album Rozgrzewka. Uczestniczył w nagraniach rockowych i jazzowych razem z zespołem WEM oraz jako członek soundsystemu w ramach ekipy WTF Crew. W 2005 roku rapował gościnnie na albumie Vulgorytm – Twierdzeń twierdza. Natomiast dwa lata później wystąpił na płycie kolegi z zespołu Panorama Paru Faktów – Ciry pt. Kromka. 15 sierpnia, także 2007 roku odbyła się premiera solowego debiutu rapera pt. Ostrze moich oskarżeń. Nagrania wydane przez samego Hukosa sprzedały się w nakładzie tysiąca egzemplarzy. Gościnnie w nagraniach wzięli udział Kasia Kubik, Nikon, PKC oraz Cira. W ramach promocji wydawnictwa powstał obraz do pochodzącej z płyty piosenki pt. „Bracia i siostry/Detronizacja”. Na albumie znalazła się także m.in. kompozycja pt. „Panie prezydencie”, która przysporzyła Hukosowi uwagę mediów głównego nurtu. Utwór, w domniemaniu, odnosił się do osoby ówczesnego Prezydenta RP, Lecha Kaczyńskiego. Opisywał w nim plan zabicia prezydenta. O piosence napisali we wrześniu 2007 m.in. portal TVN24, Wprost, Gazeta Wyborcza Białystok oraz telewizje w całej Polsce. 3 października 2007 w internecie pojawił się nowy utwór Hukosa pt. „Anatomia morderstwa”, który był odpowiedzią na zarzuty stawiane mu m.in. przez ministra sprawiedliwości Zbigniewa Ziobrę i posłankę PiS Jolantę Szczypińską. Według Marty Brzezińskiej – redaktorki serwisu internetowego Fronda.pl po katastrofie rządowego samolotu Tu-154 z 10 kwietnia 2010 i śmierci Prezydenta RP, Hukos w swoim kontrowersyjnym utworze zmienił imię Lech na Jarosław kierując tym samym swój tekst pod adresem Jarosława Kaczyńskiego.
23 maja 2011 roku dzięki wytówni muzycznej Step Records ukazało się wznowienie debiutu Hukosa Ostrze moich oskarżeń. Wznowienie uzupełnił jeden nowy utwór zatytułowany „Okno z widokiem na Polskę”. Do piosenki został zrealizowany również teledysk. Także w 2011 roku Hukos zaangażował się w liczne projekty. Zwrotki rapera znalazły się na płytach Ciry – Zapracowany obibok 2, Chady – WGW, Okolicznego Elementu – Schody donikąd, W Sercu Miasta – 24h, Młodego M – Kronika II: Siła charakteru, 101 Decybeli – Pomiędzy bitami oraz Matysa – 8 dni w tygodniu. Latem tego samego roku w kontekście piosenki „Panie prezydencie” zawiadomienie o popełnieniu przestępstwa przez Hukosa do Prokuratury w Białymstoku złożył przewodniczący Ogólnopolskiego Komitetu Obrony przed Sektami Ryszard Nowak. Jednakże skarga została odrzucona.
27 kwietnia 2012 roku, ponownie dzięki Step Records, ukazał się drugi album solowy rapera zatytułowany Knajpa upadłych morderców. Na płycie znalazły się piosenki wyprodukowane przez takich muzyków jak: Nikon, Donatan, Chmurok, Sebakk, DJ Creon, Qciek, Soddy, Szatt, DonDe, Złote Twarze, L-Pro, Marek Kubik, Me?How, czy Kixnare. Z kolei wśród gości znaleźli się Kisiel, Jopel, Poszwixxx, Cira, Jarecki, Pih, Te-Tris, Bezczel, Ede, Kasia Kubik, Młody M, Chada, Ten Typ Mes oraz Zeus. W ramach promocji do pochodzących z płyty utworów „Nasz 95”, „Fakty i mity”, „Miastokoloromania”, „Z nami nie byli”, „Gdziekolwiek byś szedł” oraz „Wszystko płynie” zostały zrealizowane teledyski. Również w kwietniu 2012 roku do sprzedaży trafił nielegal Praktis – Kilka miejsc. Na płycie znalazł się utwór z gościnnym udziałem Hukosa zatytułowany „Placebo”. W piosence wystąpili także Kisiel i Cira. Z kolei na wydanej dwa miesiące później płycie Chady – Jeden z Was Hukos rapował u boku Sitka i B.R.O w kompozycji „Dranie tak mają”. Pod koniec roku Hukos we współpracy z Cirą wystąpili na albumie producenckim Donatana zatytułowanym Równonoc. Słowiańska dusza.
Na początku 2013 roku ukazał się kolejny album Ciry z gościnnym udziałem Hukosa – Plastikowy kosmos. Muzyk wystąpił w pochodzących z wydawnictwa utworach „Trzym fason”, także ze zwrotkami Tuszu Na Rękach oraz „Przybywa nam lat” u boku Miuosha i Onara. Raper wystąpił również w teledyskach zrealizowanych do tychże piosenek. Następnie, Hukos gościł na płycie South Blunt System zatytułowanej I'm Seeing. Zwrotka rapera znalazła się w kompozycji „Czasy się zmieniły”. Po premierze wydawnictwa raper zdystansował się odnośnie do udziału w projekcie ze względu na narosłe kontrowersje wokół South Blunt System, jako zespołu komercyjnego, budzącego u samego Hukosa skojarzenia z hip-hopolo. Niespełna dwa miesiące później ukazał się album Kajmana – Prototyp, na którym Hukos rapował gościnnie m.in. wraz z Młodym M i ponownie Onarem. W międzyczasie Hukos intensywnie koncertował, jednakże na kanwie zainteresowania jego osoba ze strony Ryszarda Nowaka, działacz doprowadził do odwołania dwóch występów muzyka. Pierwszy z nich miał odbyć się 9 marca w olsztyńskim klubie studenckim Grawitacja, na co po apelu Nowaka nie udzielił zgody rektor Uniwersytetu Warmińsko-Mazurskiego prof. Ryszard Górecki. Drugi z występów miał odbyć się w gdańskim klubie Medyk. Impreza pośrednio nie odbyła się za sprawą skargi Nowaka skierowanej do rektora Gdańskiego Uniwersytetu Medycznego prof. Janusza Morysia. W konsekwencji muzyk zdecydował się zmienić termin i miejsce występu.

## Dyskografia
Albumy
| Ostrze moich oskarżeń                   | - Data: 15 sierpnia 2007, 23 maja 2011 (reedycja) - Wydawca: brak (nielegal), Step Records (reedycja) | —  | - POL: 1 tys.+ |
| Knajpa upadłych morderców               | - Data: 27 kwietnia 2012 - Wydawca: Step Records                                                      | —  | - POL: 5 tys.+ |
| Głodni z natury (oraz Cira)             | - Data: 28 czerwca 2013 - Wydawca: Step Records                                                       | 16 | - POL: 5 tys.+ |
| Wielkie wojny małych ludzi              | - Data: 25 września 2015 - Wydawca: Step Records                                                      | 42 |                |
| „—” oznacza, że album nie był notowany. | |    |                |

Inne
| Album                                                     | Rok  | Uwagi                                                               | Źródło |
| --------------------------------------------------------- | ---- | ------------------------------------------------------------------- | ------ |
| Panorama Paru Faktów – Rozgrzewka                         | 2003 | członek zespołu                                                     | [ 2 ]  |
| Vulgorytm – Twierdzeń twierdza                            | 2005 | gościnnie rap w utworze „Wiesz czym jestem”                         | [ 3 ]  |
| Cira – Kromka                                             | 2007 | gościnnie rap w utworach „Na miku wyładowania” i „S.Ł.O.W.O.”       | [ 4 ]  |
| Cira, Nikon – Pali się                                    | 2008 | gościnnie rap w utworach „Z marszu” i „Cichy dzieciak”              | [ 46 ] |
| STREETWORKERZ – Street Art                                | 2010 | gościnnie rap w utworze „Nie jesteś raperem, jesteś hejterem”       | [ 47 ] |
| Fama Familia – B.S.T.O.K.                                 | 2010 | członek zespołu                                                     | [ 48 ] |
| Kal – EsKALacja                                           | 2010 | gościnnie rap w utworze „Hip-Hop umarł?”                            | [ 49 ] |
| Cira, DJ Fejm – Taśmociąg: zagubione, znalezione i nowsze | 2010 | gościnnie rap w utworze „Z marszu (prewersja)”                      | [ 50 ] |
| Cira – Zapracowany obibok 2                               | 2011 | gościnnie rap w utworze „Gdy wbijamy się na bit”                    | [ 15 ] |
| Chada – WGW                                               | 2011 | gościnnie rap w utworze „Niesiemy prawdę”                           | [ 16 ] |
| Okoliczny Element – Schody donikąd                        | 2011 | gościnnie rap w utworze „Miasto wstaje”                             | [ 17 ] |
| W Sercu Miasta – 24h                                      | 2011 | gościnnie rap w utworze „Poglądy”                                   | [ 18 ] |
| Młody M – Kronika II: Siła charakteru                     | 2011 | gościnnie rap w utworze „Gdyby świat był mój”                       | [ 19 ] |
| 101 Decybeli – Pomiędzy bitami                            | 2011 | gościnnie rap w utworze „Uczą nas”                                  | [ 20 ] |
| Matys – 8 dni w tygodniu                                  | 2011 | gościnnie rap w utworze „Kawałek o zapominaniu”                     | [ 21 ] |
| Praktis – Kilka miejsc                                    | 2012 | gościnnie rap w utworze „Placebo”                                   | [ 30 ] |
| Chada – Jeden z Was                                       | 2012 | gościnnie rap w utworze „Dranie tak mają”                           | [ 31 ] |
| Donatan – Równonoc. Słowiańska dusza                      | 2012 | gościnnie rap w utworze „Niech obdarzy niech obrodzi”               | [ 32 ] |
| Cira – Plastikowy kosmos                                  | 2013 | gościnnie rap w utworach „Trzym fason” i „Przybywa nam lat”         | [ 33 ] |
| South Blunt System – I'm Seeing                           | 2013 | gościnnie rap w utworze „Czasy się zmieniły”                        | [ 36 ] |
| Kajman – Prototyp                                         | 2013 | gościnnie rap w utworze „Definicja: hater”                          | [ 38 ] |
| DJ. B, Szczur – Zaraza                                    | 2013 | gościnnie rap w utworze „Dżuma”                                     | [ 51 ] |
| White House – Kodex 5 Elements                            | 2014 | gościnnie rap w utworze „Most Wanted”                               | [ 52 ] |
| Step Records: rap najlepszej marki                        | 2014 | rap w utworach „Żyć jak Himilsbach i Maklak” i „Proforma 2 (Remix)” | [ 53 ] |
| Chada, RX – Efekt porozumienia                            | 2014 | gościnnie rap w utworze „Słuchasz na własne ryzyko”                 | [ 54 ] |
| Fabster – Kontrasty                                       | 2014 | gościnnie rap w utworze „Pin-Up Girls”                              | [ 55 ] |

## Teledyski
| Tytuł                                                                       | Rok  | Reżyseria/Realizacja             | Album                      | Źródło |
| --------------------------------------------------------------------------- | ---- | -------------------------------- | -------------------------- | ------ |
| „Bracia i siostry/Detronizacja”                                             | 2007 | —                                | Ostrze moich oskarżeń      | [ 7 ]  |
| „Okno z widokiem na Polskę” (gościnnie: Miszkers)                           | 2011 | Ede                              | Ostrze moich oskarżeń      | [ 14 ] |
| „Nowa komedia”                                                              | 2011 | —                                | —                          | [ 56 ] |
| „Nasz 95”                                                                   | 2011 | Dirt Video                       | Knajpa upadłych morderców  | [ 24 ] |
| „Fakty i mity”                                                              | 2012 | Evil Eye Studio                  | Knajpa upadłych morderców  | [ 25 ] |
| „Miastokoloromania” (gościnie: Jarecki)                                     | 2012 | Delaflow                         | Knajpa upadłych morderców  | [ 26 ] |
| „Z nami nie byli” (gościnnie: Młody M, Chada)                               | 2012 | Evil Eye Studio                  | Knajpa upadłych morderców  | [ 27 ] |
| „Gdziekolwiek byś szedł” (gościnnie: Bezczel, Ede)                          | 2012 | Fabuła Video                     | Knajpa upadłych morderców  | [ 28 ] |
| „Wszystko płynie” (gościnnie: Zeus, Cira)                                   | 2012 | Blood Simple Films               | Knajpa upadłych morderców  | [ 29 ] |
| Hukos, Cira – „Supeł”                                                       | 2012 | 9zero Studio                     | Głodni z natury            | [ 57 ] |
| Hukos, Cira – „Hajer”                                                       | 2013 | Delaflow                         | Głodni z natury            | [ 58 ] |
| Hukos, Cira – „Widzę, spływam” (gościnnie: Zeus, Z.B.U.K.U)                 | 2013 | DobreKino Studio                 | Głodni z natury            | [ 59 ] |
| Hukos, Cira – „Rozdaję serce” (gościnnie: Justyna Kuśmierczyk)              | 2013 | Dominik Rzędzicki                | Głodni z natury            | [ 60 ] |
| "Facet z 3 na przedzie"(gościnnie: Rafał Makarejczuk)                       | 2015 | Filmotion                        | Wielkie Wojny Małych Ludzi | [ 61 ] |
| "Odchodzić by powracać"                                                     | 2015 | M.L. Filmz.                      | Wielkie Wojny Małych Ludzi | [ 62 ] |
| "Na szczycie, na dnie"(gościnnie: Grizzlee)                                 | 2015 | M.L. Filmz.                      | Wielkie Wojny Małych Ludzi | [ 63 ] |
| "2 kreski"(gościnnie: Carrie)                                               | 2015 | M.L. Filmz.                      | Wielkie Wojny Małych Ludzi | [ 64 ] |
| "Żyć jak Himilsbach i Maklak"                                               | 2015 | M.L. Filmz.                      | Wielkie Wojny Małych Ludzi | [ 65 ] |
| Gościnnie                                                                   |      |                                  |                            |        |
| WJDN – „Spowiedź” (gościnie: Cira, Hukos)                                   | 2012 | —                                | Brakujący element          | [ 66 ] |
| Chada – „Dranie tak mają” (gościnie: Hukos, Sitek, B.R.O)                   | 2012 | Endorfina Artmedia               | Jeden z Was                | [ 67 ] |
| Okoliczny Element – „Konserwy turystyczne” (gościnie: Hukos, Cira)          | 2012 | Michał Schwierc, Maciej Przygoda | —                          | [ 68 ] |
| Cira – „Trzym fason” (gościnie: Hukos, TuszNaRękach)                        | 2012 | Press Play Films, Karol Bogucki  | Plastikowy kosmos          | [ 34 ] |
| Cira – „Przybywa nam lat” (gościnie: Miuosh, Hukos, Onar)                   | 2013 | Paweł Poździk, Michał White      | Plastikowy kosmos          | [ 35 ] |
| White House – „Most Wanted” (gościnnie: Bezczel, ZBUKU, Hukos, Jopel, Cira) | 2014 | Dirt Video                       | Kodex 5 Elements           | [ 69 ] |
| Chada, RX – „Słuchasz na własne ryzyko” (gościnnie: Hukos, Maskot)          | 2014 | 9 Liter Filmy                    | Efekt porozumienia         | [ 70 ] |